# 52. Oscar-gála
Az 52. Oscar-gálát, a Filmakadémia díjátadóját 1980. április 14-én tartották meg. Az est filmje a Kramer kontra Kramer lett, kilenc jelölésből öt díjat gyűjtött be, olyan emlékezetes filmeket győzve le mint az Apokalipszis most, Mindhalálig zene és a Kína-szindróma.
A Kína szindróma  története majdnem valóra vált, három héttel a bemutató után egy pennsylvániai atomreaktorban baleset történt, az addig lanyhán fogadott film rögtön az érdeklődés középpontjába került.
Az Oscar történetében egyedülálló volt hogy a mellékszereplők között az egyik jelölt Juston Henry nyolc, a nyertes Melvyn Douglas pedig hetvenkilenc éves volt.

## Kategóriák és jelöltek
nyertesek félkövérrel jelölve

### Legjobb film
- Kramer kontra Kramer (Kramer vs. Kramer) – Jaffe, Columbia – Stanley R. Jaffe
  - Apokalipszis most (Apocalypse Now) – Omni Zoetrope, United Artists – Francis Ford Coppola, Fred Roos, Gray Frederickson és Tom Sternberg
  - Mindhalálig zene (All That Jazz) – Columbia/20th Century-Fox – Robert Alan Aurthur
  - Norma Rae – 20th Century-Fox – Tamara Aseyev és Alex Rose
  - Start két keréken/Az utolsó gyönyörű nyár (Breaking Away) – 20th Century-Fox – Peter Yates

### Legjobb színész
- Dustin Hoffman  –  Kramer kontra Kramer
  - Jack Lemmon         –  Kína-szindróma
  - Roy Scheider        –  Mindhalálig zene (All That Jazz)
  - Peter Sellers       –  Isten hozta, Mister!
  - Al Pacino           –  ...és légyen igazság

### Legjobb színésznő
- Sally Field  –  Norma Rae
  - Jill Clayburgh  –  Starting Over
  - Jane Fonda  –  A Kína-szindróma (The China Syndrome)
  - Marsha Mason  –  Chapter Two
  - Bette Midler  –  A rózsa (The Rose)

### Legjobb férfi mellékszereplő
- Melvyn Douglas  –  Isten hozta, Mister!
  - Robert Duvall  –  Apokalipszis most
  - Justin Henry  –  Kramer kontra Kramer
  - Frederic Forrest  –  A Rózsa
  - Mickey Rooney  –  A fekete paripa

### Legjobb női mellékszereplő
- Meryl Streep – Kramer kontra Kramer
  - Jane Alexander – Kramer kontra Kramer
  - Barbara Barrie – Start két keréken/Az utolsó gyönyörű nyár (Breaking Away)
  - Candice Bergen – Starting Over
  - Mariel Hemingway – Manhattan

### Legjobb rendező
- Robert Benton – Kramer kontra Kramer
  - Francis Ford Coppola – Apokalipszis most
  - Bob Fosse – Mindhalálig zene (All That Jazz)
  - Édouard Molinaro – Őrült nők ketrece
  - Peter Yates – Start két keréken/Az utolsó gyönyörű nyár (Breaking Away)

### Legjobb eredeti történet
- Start két keréken/Az utolsó gyönyörű nyár (Breaking Away) – Steve Tesich
  - Mindhalálig zene (All That Jazz) – Robert Alan Aurthur, Bob Fosse
  - …And Justice for All – Valerie Curtin, Barry Levinson
  - A Kína-szindróma – Mike Gray, T.S. Cook, James Bridges
  - Manhattan – Woody Allen, Marshall Brickman

### Legjobb adaptált forgatókönyv
- Kramer kontra Kramer – Robert Benton forgatókönyve Avery Corman regénye alapján
  - Apokalipszis most – John Milius, Francis Ford Coppola forgatókönyve Joseph Conrad A sötétség mélyén című regénye alapján
  - Őrült nők ketrece – Marcello Danon, Édouard Molinaro, Jean Poiret, Francis Veber forgatókönyve Jean Poiret színműve alapján
  - Egy kis románc – Allan Burns forgatókönyve Patrick Cauvin: ’’E=MC2 mon amour’’ című regénye alapján
  - Norma Rae – Harriet Frank Jr., Irving Ravetch

### Legjobb operatőr
- Vittorio Storaro, Apokalipszis most
  - Nestor Almendros, Kramer kontra Kramer
  - William A. Fraker, 1941
  - Frank Phillips, The Black Hole
  - Giuseppe Rotunno, Mindhalálig zene (All That Jazz)

### Látványtervezés és díszlet
- Philip Rosenberg, Tony Walton, Edward Stewart, Gary Brink – Mindhalálig zene (All That Jazz)
  - Michael Seymour, Les Dilley, Roger Christian, Ian Whittaker – A nyolcadik utas: a Halál
  - Dean Tavoularis, Angelo Graham, George R. Nelson – Apokalipszis most
  - George Jenkins, Arthur Jeph Parker – Kína szindróma
  - Harold Michelson, Joe Jennings, Leon Harris, John Vallone, Linda Descenna – Star Trek: Csillagösvény (Star Trek: The Motion Picture)

### Legjobb vágás
- Mindhalálig zene (All That Jazz) – Alan Heim
  - Apokalipszis most  – Richard Marks, Walter Murch, Gerald B. Greenberg, Lisa Fruchtman
  - The Black Stallion – Robert Dalva
  - Kramer kontra Kramer – Gerald B. Greenberg
  - The Rose – Robert L. Wolfe, C. Timothy O'Meara

### Legjobb vizuális effektus
- Alan Splet – The Black Stallion – (hang effektus)

### Legjobb idegen nyelvű film
- A bádogdob (Die Blechtrommel) (Németország) – Argos Films, Artémis Productions, Bioskop Film, Film Polski Film Agency, Franz Seitz Filmproduktion, GGB-14, Hallelujah Films, Jadran Film – Anatole Dauman, Franz Seitz producerek – Volker Schlöndorff – rendező
  - To Forget Venice (Dementicare Venezia) (Olaszország) – Action, Rizzoli Film S. p.a. – Franco Brusati, Claudio Grassetti producerek – Franco Brusati rendező
  - A mama százéves (Mamá cumple cien años) (Spanyolország) – Elías Querejeta Producciones Cinematográficas S.L., Films Moliere e Pierson Production, Les Films Molière, Pierson Productions – Elías Querejeta producer – Carlos Saura rendező
  - A wilkói kisasszonyok (Panny z Wilko) (Lengyelország) – Pierson Productions, Zespol Filmowy "X" – producer – Andrzej Wajda rendező
  - A Simple Story (Une Histoire simple) (Franciaország) – France 3 Cinéma, Renn Productions, Rialto Film,  Sara Films, Société Française de Production (SFP) – Horst Wendlandt producer – Claude Sautet rendező

### Legjobb filmzene

#### Eredeti filmzene
- Egy kis romantika (A Little Romance) – Georges Delerue
  - Bombanő (10) – Henry Mancini
  - A rettegés háza (The Amityville Horror) – Lalo Schifrin
  - A bajnok (The Champ) – Dave Grusin
  - Star Trek: Csillagösvény (Star Trek: The Motion Picture) – Jerry Goldsmith

#### Eredeti dalszerzés és annak adaptációja vagy adaptált filmzene
- Mindhalálig zene (All That Jazz) – Ralph Burns (adaptáció)
  - Start két keréken/Az utolsó gyönyörű nyár (Breaking Away) – Patrick Williams (adaptáció)
  - Muppet-show (The Muppet Movie) –  Paul Williams és Kenny Ascher (dalszerzés);  Paul Williams (adaptáció)

## Statisztika

### Egynél több jelöléssel bíró filmek
- 9: Mindhalálig Jazz (All That Jazz), Kramer kontra Kramer (Kramer vs. Kramer)
- 8: Apokalipszis most (Apocalypse Now)
- 5: Start két keréken (Breaking Away)
- 4: Kína-szindróma (The China Syndrome), Norma Rae, The Rose
- 3: Meztelenek és bolondok (1941), A fekete lyuk (The Black Hole), La Cage aux Folles, Star Trek: The Motion Picture
- 2: 10, A nyolcadik utas: a halál (Alien), Az igazság mindenkié (...And Justice for All), Isten hozta, Mister (Being There), Egy kis romantika (A Little Romance), Manhattan, The Muppet Movie, Egy elvált férj ballépései (Starting Over)

### Egynél több díjjal bíró filmek
- 5: Kramer kontra Kramer (Kramer vs. Kramer)
- 4: Mindhalálig Jazz (All That Jazz)
- 2: Apokalipszis most (Apocalypse Now), Norma Rae

## Külső hivatkozások
- Az 1980. év Oscar-díjasai az Internet Movie Database-ben